# Acid fenclozic
Axit fenclozic là một loại thuốc giảm đau, hạ sốt và chống viêm. Nó đã bị rút vào năm 1970 do vàng da.